# Râul Sagala
Sagala este un râu din Republica Moldova. Conform Dicționarului geografic al Basarabiei din 1904, izvorăște în valea Sagala, de lângă satul Ignăței, raionul Rezina, și de aici urmează valea Sagala până în valea Răutului, unde se îndreaptă spre satul Clișova. Mai jos de acest sat se varsă în râul Răut. În valea Sagala curge pe o distanță de 22 km, iar în valea Răutului 6 km.

## Afluenți
Odaia, Colonița, Holmurile, Țarina.